# Губка Боб Квадратные Штаны и Большая Волна
«Губка Боб Квадратные Штаны и Большая Волна» (англ. SpongeBob SquarePants vs. The Big One) — 111-я серия американского мультсериала «Губка Боб Квадратные Штаны». Данный эпизод был создан в 2008 году и показан 17 апреля 2009 года на телеканале «Nickelodeon» в США, а в России — 22 апреля 2009 года.

## Сюжет
В Бикини-Боттом стоял очень жаркий день, в «Красти Крабе» нет посетителей. Губка Боб и Сквидвард раздражены тем, что находятся в настолько жарком ресторане, а вентилятор перестаёт работать. Мистер Крабс задаётся вопросом, почему в этот день у них нет клиентов, на что Сквидвард предположил, что в такой жаркий день все отдыхают на пляже. Поэтому для привлечения клиентов мистер Крабс переносит свой бизнес на середину моря Лагуны Гу, где он, Сквидвард и Губка Боб встречаются с Сэнди, которая хочет оседлать большую волну, и Патриком, который хочет заказать еду. Затем Патрик пытается забраться на доску, на которой стоит гриль с кассой, но в конечном итоге опрокидывает её вертикально в волну Сэнди, отправляя всех героев в разные места: Губка Боб, Патрик и Сквидвард оказываются на далёком большом острове, мистер Крабс застрял в центре Голландского треугольника, а Сэнди — на маленьком необитаемом острове.
На острове Губка Боб, Патрик и Сквидвард натыкаются на местных жителей, которые застряли на этом острове, ещё когда закончили младшую школу, во время сёрфинга. Они проводят их в свою хижину, сделанную из гуано (помёта морских птиц и летучих мышей), где герои узнают, что единственный способ вернуться домой — сёрфинг. Дёрганый, один из сёрфингистов, пытался научить Губку Боба, Патрика и Сквидварда сёрфингу, но те вечно делали что-то не так. В итоге Дёрганый говорит, что сдаётся, ибо они были необучаемые (особенно Сквидвард). Тогда они предлагают им отправиться к некому Джеку Кахуна Лагуне (или сокращённо Джей Кей Эл), который может запросто их обучить. Спустя некоторое время, наслаждаясь достопримечательностями в ходе поездки, Губка Боб останавливается, чтобы завязать шнурки. На берегу он натыкается на табличку, сообщающую о том, что он попал на место обитания Джей Кей Эла. Губка Боб сообщает об этом Патрику и Сквидварду, и после этого они вместе начинают искать Джей Кей Эла. Вскоре они натыкаются на хижину, из которой выходит Джей Кей Эл со своей длинной доской для сёрфинга. Губка Боб и Патрик просят его обучить их мастерству сёрфинга, но он молчит; Сквидвард начинает жаловаться, а Джей Кей Эл прыгает в воду и ловит волну. Он выходит из воды и говорит, что это был их «первый урок». Сквидвард вновь злится, говоря, что они просто смотрели на него «два с половиной часа». Затем Джей Кей Эл вновь идёт в воду и начинает играть на бонго, говоря им «просто дышать». Вскоре наступает ночь, Губка Боб, Патрик и Сквидвард сидят у костра. К ним приходит Джей Кей Эл, который вновь начинает играть на бонго, снова говоря им «просто дышать». Сквидвард опять начинает негодовать, но Губка Боб успокаивает его и идёт на разговор с Джей Кей Элом в его хижину. Он быстро возвращается и говорит, что он сказал им, чтобы они смотрели всю ночь на огонь и что тогда им откроется секрет сёрфинга. Однако Сквидвард считает, что это просто смешно, и ложится спать, отказываясь заниматься такой ерундой.
Тем временем, мистер Крабс всё ещё находится в Голландском треугольнике. Он думает, что вместе с кассой в Голландском треугольнике не так уж и плохо, по крайней мере, до тех пор, пока не появился Летучий Голландец. Однако Летучий Голландец всё-таки сталкивается с мистером Крабсом по дороге домой из продуктового магазина, так как Крабс случайно активирует открытие выдвижного ящика в кассе, заставляя Голландца уронить свои продукты в море. Летучий Голландец очень злится и требует Крабса дать ему деньги на новые продукты из его кассы, но, естественно, он отказывается — они начинают сражаться за кассу.
Сэнди процветает на необитаемом острове, построив пятизвёздочный отель, центральное отопление, капучино-парк, автомобиль, работающий на кокосовом молоке, диспетчерскую вышку и вертолёт, но всё же решает вернуться домой. Она забирается в созданный ей вертолёт и начинает лететь.
На следующее утро Сквидвард просыпается, замечая, что Губка Боб с Патриком действительно всю ночь смотрели на огонь. Он идёт к Джей Кей Элу и требует научить его сёрфингу, чтобы он поскорей мог добраться домой; Джей Кей Эл понимает, что Сквидвард не смотрел всю ночь на огонь, говоря, что Губка Боб с Патриком будут отличными сёрфингистами, в отличие от него. Начинает греметь гром, и Джей Кей Эл ведёт троицу к вершине храма. Он говорит, что каждые 1000 лет планеты выстраиваются в линию, из-за чего рождается идеальная волна, известная как «Огромная». Из-за её размера (и тем самым возможности отправить героев обратно в Бикини-Боттом) нужно обязательно поймать её, а не то они застрянут на этом острове навсегда.
Мистер Крабс и Летучий Голландец продолжают сражаться за кассу. Крабс просит Голландца не отбирать его кассу и клянётся гнилым зубом своей тёти Салли, что больше никогда не появится здесь. Однако Летучий Голландец резко распознал его ложь, знав, что у его тёти никогда не было гнилых зубов, так как встречался с ней в институте. Наконец Голландец отбирает кассу, но случайно бросает её в мимо пролетающую на вертолёте Сэнди, из-за чего она сбивается с курса. Летучий Голландец уже хотел отправить Крабса в ящик Дэйви Джонса, но в него врезается вертолёт, из-за чего он падает на дно моря. На дне он попадает в ящик Дэйви Джонса, а сам Джонс закидывает его грязными носками.
Губка Боб и его друзья видят волну, прощаются с Джей Кей Элом и направляются к ней. Перед этим Джей Кей Эл предупреждает, что один из них может не вернуться, так как Волна требует жертвоприношений. Губка Боб и его друзья направляются к «Огромной», но она сразу же съедает доски Патрика и Сквидварда. Губка Боб позволяет им сесть на свою доску, после чего они замечают мистера Крабса в воде. Боб говорит ему прыгать на доску, но волна поглощает его. К счастью, появляется Джей Кей Эл и спасает Юджина. Однако мистер Крабс случайно роняет кассу в пасть волны. Джей Кей Эл решает пожертвовать собой и прыгает в «Огромную», говоря, что для этого он и был рождён, позволяя Губке Бобу и остальным благополучно добраться домой. По пути Губка Боб играет на бонго в память о Джей Кей Эле.
Сэнди приземляется на Лагуне Гу, где её ошибочно принимают за инопланетянина. Через некоторое время возвращаются Губка Боб, Патрик, Сквидвард и мистер Крабс. Они замечают, что их друзья устроили на пляже праздник в честь их возвращения, на котором были даже сёрфингисты далёкого острова. Герои начинают веселиться и танцевать, как вдруг появляется каким-то образом выживший Джей Кей Эл. Он отдаёт ранее потерянную кассу мистеру Крабсу и после этого присоединяется к празднику, после чего спецвыпуск заканчивается танцами героев на пляже.

## Роли
- Том Кенни — Губка Боб, Гэри, Нэт, Чип, диспетчер, спасатель
- Билл Фагербакки — Патрик Стар, Фрэнк
- Роджер Бампасс — Сквидвард
- Клэнси Браун — мистер Крабс, Большой Джи
- Кэролин Лоуренс — Сэнди
- Ди Брэдли Бейкер — Крутой Эдди, Гарольд, Билл, Большая Волна
- Брайан Дойл-Мюррей — Летучий Голландец
- Джонни Депп — Джей Кей Эл
- Марк Файт — Дёрганый
- Брюс Браун — рассказчик
- Дейви Джонс — играет самого себя

### Роли дублировали
- Сергей Балабанов — Губка Боб
- Юрий Маляров — Патрик Стар, Летучий Голландец, Большой Джи, спасатель
- Иван Агапов — Сквидвард, рассказчик, Билл, Дейви Джонс
- Александр Хотченков — мистер Крабс, Дёрганый, Чип, Большая Волна
- Юрий Меншагин — Джей Кей Эл, Крутой Эдди, Нэт, Фрэнк, Гарольд, диспетчер
- Лариса Некипелова — Сэнди

## Производство
Спецвыпуск «Губка Боб Квадратные Штаны и Большая Волна» был написан Аароном Спрингером, Полом Тиббитом и Стивеном Бэнксом; Алан Смарт и Эндрю Овертум взяли роли анимационных режиссёров. Впервые данная серия была показана 17 апреля 2009 года в США на телеканале «Nickelodeon». В ходе премьерного показа количество зрителей составило 5,8 млн.
Помимо обычного актёрского состава, в серии принял участие Джонни Депп, американский актёр и музыкант, в роли Джека Кахуны Лагуны (Джей Кей Эла), гуру сёрфинга, который учил Губку Боба и его друзей основам сёрфинга. По словам Сары Нунан, вице-президента «Nickelodeon» по кастингу, Депп согласился на эту роль, потому что он и его дети являются большими поклонниками мультсериала. Браун Джонсон, вице-президент «Nickelodeon» в сфере анимации, сказал: «Мы очень рады, что Джонни Депп будет приглашённой звездой в спецвыпуске „Губки Боба“, который положит начало празднованию 10-летия мультсериала. Это большой год для нашего пористого приятеля, и некоторые из крупных знаменитостей помогают нам почтить его особым образом в течение всего года». Помимо Деппа в серии принял участие Дэйви Джонс, британский музыкант и участник группы «The Monkees», который снялся в эпизоде в качестве самого себя, появившись на дне моря со своим шкафчиком.
Данный эпизод был выпущен на одноимённом DVD-диске 3 марта 2009 года. Он также был выпущен на DVD «SpongeBob SquarePants: Season 6 Volume 1» 7 декабря 2009 года. 4 июня 2019 года серия вошла в состав DVD «SpongeBob SquarePants: The Next 100 Episodes», состоящего из всех серий с шестого по девятый сезоны мультсериала.
По мотивам данного спецвыпуска 3 марта 2009 года была выпущена видеоигра «SpongeBob vs. The Big One: Beach Party Cook-Off» для консоли «Nintendo DS».

## Отзывы критиков
Спецвыпуск «Губка Боб Квадратные Штаны и Большая Волна» получил в основном положительные отзывы среди поклонников мультсериала и критиков. Кэри Брайсон из «About.com» сказала, что «родители тоже будут довольны, так как в серии нет грубых слов или неуместных шуток». В своём обзоре для «Blogcritics» Мэдди Пумилия написала: «Как и большинство эпизодов „Губки Боба“, этот эпизод просто гениален. Особенно мне понравился „роман“ мистера Крабса с кассой. Это просто смешно. Лучшая часть серии, на мой взгляд». Ян Джейн из «DVD Talk» сказал: «Серию точно стоит посмотреть благодаря высокому стандарту качества мультсериала, причудливой анимации и многослойному юмору». Дэвид Хинкли из «New York Daily News» дал серии 4/5 звёзд, сказав: «Всё хорошо, когда вы никогда не забываете веселиться».
В 2010 году спецвыпуск был номинирован на премию «Motion Picture Sound Editors» за «Лучший звукомонтаж: Анимационное шоу».